# Karsten Krannich
Karsten Krannich (* 29. Juli 1965) ist ein ehemaliger deutscher Fußballspieler.

## Sportliche Laufbahn
Krannich entstammt der Jugend des Heidenheimer SB. 1985 wechselte das Torwarttalent zum Zweitligaabsteiger SSV Ulm 1846 in die Oberliga Baden-Württemberg. Hier stand er jedoch im Schatten des ebenfalls neu verpflichteten Thomas Richter und kam beim Gewinn der Drittligameisterschaft nur zu einem Spieleinsatz. Nach dem Wiederaufstieg in die 2. Bundesliga blieb er unter Trainer Werner Nickel in dieser Rolle, in den folgenden zwei Spielzeiten bestritt er an der Seite von Spielern wie Victor Lopes, Marcus Sorg, Dieter Kohnle, Günter Berti, Ralf Todzi und Peter Assion insgesamt drei Zweitligapartien und kassierte dabei insgesamt sieben Tore, keines der Spiele konnten die „Spatzen“ gewinnen. Nach dem erneuten Abstieg 1988 verließ er den Verein und wechselte nach Österreich zu Schwarz-Weiß Bregenz.

## Weiterer Werdegang
Krannich betreibt eine KfZ-Werkstatt in Lindau. Ab Sommer 1998 war Krannich für eine Spielzeit Trainer des Verbandsligisten FC Isny, anschließend engagierte er sich in der Jugendarbeit des FV Ravensburg. 2000 übernahm er das Traineramt bei der zweiten Mannschaft der SpVgg Lindau, wo er wiederum nur ein Jahr blieb und sich dem FC Wangen 05 anschloss. Hier war der Inhaber einer UEFA-A-Lizenz als Jugendtrainer und später Sportchef der Jugend tätig, ehe er im Sommer 2005 zum Cheftrainer aufstieg. Am 31. Oktober des Jahres trennten sich die Wege, nachdem Krannich auf der Pressekonferenz nach einer 1:3-Heimniederlage gegen den SV Fellbach ein sonntägliches Training ankündigte und die Spieler hierauf zum Boykott bekanntgaben. 2010 kehrte er zum FC Isny zurück, wo er aber bereits Mitte August nach internen Querelen wieder zurücktrat. 2012 übernahm er die Betreuung der Mannschaft des Vereins FC RW Langen in Langen bei Bregenz in Österreich.
2017 unterstützte er mit Reiner Calmund den Schönheitschirurgen Werner Mang, als dieser zum neuen Vorstandsvorsitzenden des zwischenzeitlich in die unterste Spielklasse abgestiegenen Kreisligisten SpVgg Lindau gewählt wurde, und übernahm die Rolle als Sportvorstand. Im Oktober 2019 verlautbarte er seinen Rückzug, woraufhin Mang ebenfalls seinen Rückzug ankündigte.